# آلمانی‌های قفقاز

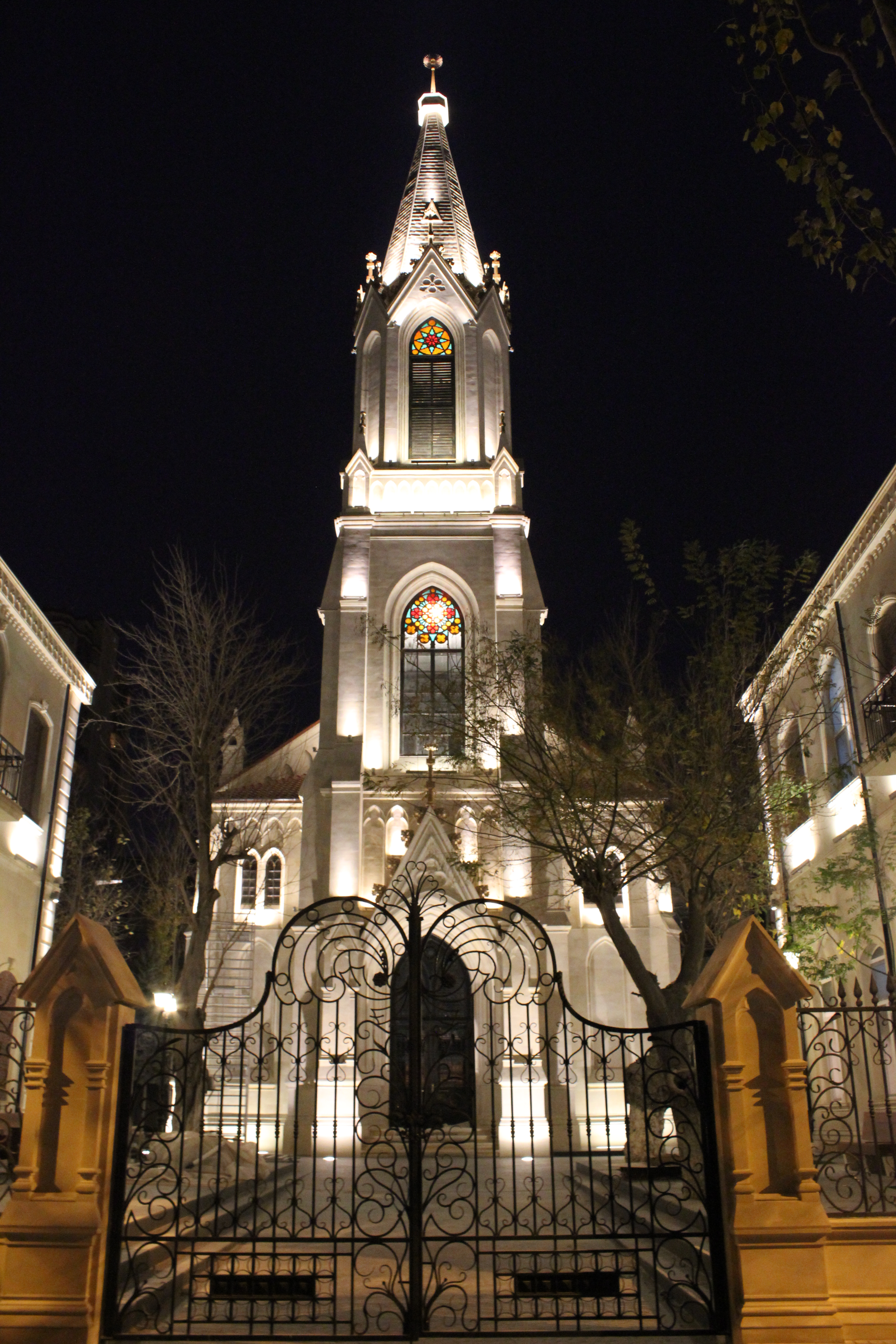
کلیسای ناجی یک کلیسای آلمانی در باکو، جمهوری آذربایجان.

آلمانی‌های قفقاز (آلمانی: Kaukasiendeutsche) دسته‌ای از اقلیت‌های آلمانی‌های مسقر در سرزمین‌هایی هستند که پیشتر تحت کنترل امپراتوری روسیه بوده‌اند. بیشتر آنها در نیمهٔ اول قرن نوزدهم به قفقاز مهاجرت کردند و در قفقاز شمالی، گرجستان، جمهوری آذربایجان، ارمنستان، و ناحیهٔ قارص (در ترکیهٔ امروزی) سکنی گزیدند. در ۱۹۴۱ و در جریان مهاجرت اجباری در اتحاد جماهیر شوروی تحت حکومت جوزف استالین اکثریت این افراد به آسیای مرکزی و سیبری کوچانده شدند و پس از اینکه در سال ۱۹۵۳ به آنها اجازه بازگشت داده‌شد تعداد بسیار کمی به قفقاز بازگشتند. امروزه برخی از ساختمان‌ها و کلیساهای آلمانی‌های قفقاز تبدیل به موزه شده‌است.

## وضع کنونی
در سال ۲۰۰۲ حدود ۳۰ زن کهن‌سال آلمانی‌تبار در بولسینی گرجستان باقی مانده‌بود.
در باکو پایتخت جمهوری آذربایجان تعدادی آلمانی‌تبار زندگی می‌کنند. آخرین آلمانی قویقول، ویکتور کلاین، در سال ۲۰۰۷ درگذشت.
در ارمنستان حدود ۱۰۰ خانوادهٔ آلمانی‌تبار زندگی می‌کنند و با اینکه شدیداً روسی‌شده هستند با همکاری وزارت آموزش ارمنستان مدارسی آلمانی‌زبان تأسیس کرده‌اند.
آخرین آلمانی قارص، فردریک آلبوک، در سال ۱۹۹۹ درگذشت.